# Função de partição (mecânica estatística)
A função de partição é, em mecânica estatística, uma grandeza que descreve as propriedades estatísticas de um sistema em equilíbrio termodinâmico. É uma função da temperatura e outros parâmetros, tais como o volume de enclausuramento de um gás. As variáveis termodinâmicas do sistema, tais como a energia total, energia livre, entropia, e pressão, são expressas em termos da funçao de partição do sistema, mas a sua determinação explícita pode ser extremamente complexa em alguns casos.
Existem várias formas de funções de partição, cada qual correspondendo a diferentes tipos de ensemble estatístico (ou, equivalentemente, diferentes tipos de energia livre.) A função de partição canônica aplica-se ao ensemble canônico, no qual o sistema esta sujeito a trocar calor com o ambiente a temperatura fixa, volume, e número de partículas. A grande função partição canônica aplica-se ao ensemble grande canônico, no qual o sistema pode trocar tanto calor e partículas com o ambiente, a temperatura, volume, e potencial químico fixos. Outros tipos de funções de partição podem ser definidas para diferentes circunstâncias.

## Função de partição canônica

### Definição
Consideremos um sistema termodinamicamente grande que está em contato térmico com o ambiente, que fixa a temperatura T, com ambos o volume do sistema e o número de partículas constituintes fixas. Este tipo de sistema é chamado de ensemble canônico. Deixemo-nos rotulá-lo com os estados (micro-estados) exatos que podem ocupar por j (j = 1, 2, 3, ...), e denominar a energia total do sistema quando está no micro-estado j como Ej. Geralmente, estes micro-estados podem ser considerado como discretos estados quânticos do sistema.
A função de partição canônica é 
{\displaystyle Z=\sum _{j}e^{-\beta E_{j}}}
onde a "temperatura inversa" β é convenientemente definida como
{\displaystyle \beta \equiv {\frac {1}{k_{B}T}}}
com kB denotando a constante de Boltzmann. Algumas vezes a degenerescência dos estados é também usada e a a função de partição se escreve
{\displaystyle Z=\sum _{j}g_{j}\cdot e^{-\beta E_{j}}},
onde {\displaystyle g_{j}} é o grau de degenerescência do auto-estado de energia {\displaystyle E_{j}} .
Em mecanismos estatísticos clássicos não é realmente correto expressar a função de partição como uma soma de termos discretos, como estamos fazendo. Em mecânica clássica, as variáveis posição e momento  de uma partícula podem variar continuamente, então o conjunto de micro-estados é então não enumerável. Neste caso, algum formas de tratamento grosseiro da granuralidade devem ser realizados, que atinge essencialmente o tratamento de dois estados mecânicos como o mesmo micro-estado se as diferenças em suas variáveis da posição e do momento forem "não demasiado grandes". A função de partição então toma a forma de uma integral. Por exemplo, a função de partição de um gás de N partículas clássicas é
{\displaystyle Z={\frac {1}{N!\,h^{3N}}}\int \,\exp[-\beta H(p_{1}\cdots p_{N},x_{1}\cdots x_{N})]\;\mathrm {d} ^{3}p_{1}\cdots \mathrm {d} ^{3}p_{N}\,\mathrm {d} ^{3}x_{1}\cdots \mathrm {d} ^{3}x_{N}}
- {\displaystyle p_{i}} indicam os momentos das partículas
- {\displaystyle x_{i}} indicam as posições das partículas
- {\displaystyle d^{3}} é uma porção de notação de estenografia como lembrete que {\displaystyle p_{i}} e {\displaystyle x_{i}} são vetores em um espaço tridimensional

onde h é alguma quantidade infinitesimal com unidades de ação (usualmente tomadas como sendo a constante de Planck, de maneira a ser consistente com a mecânica quântica), e H é a clássica Hamiltoniana. A razão para o fator N! é discutido abaixo. Por simplificação, usaremos a forma discreta da função de partição neste artigo, mas nossos resultados irão aplicar-se igualmente bem à forma contínua.  
Em mecânica quântica, a função de partição pode ser formalmente escrita como o traço sobre a espaço de estado:
{\displaystyle Z=\operatorname {tr} (e^{-\beta H})}
onde H é o operador Hamiltoniano quântico. O exponencial de um operador pode ser definido, para considerações puramente físicas, usando séries de potências exponenciais.

### Importância e significado
Pode não ser óbvio porque a função de  partição, como definida acima, é uma quantidade importante. Primeiramente, considere-se as variáveis incluídas. A função de partição é uma função da temperatura T e das energias E1, E2, E3, etc. do microestado. As energias do microestado são determinadas por outras variáveis termodinâmicas, tais como o número de partículas e o volume, assim como quantidades microscópicas como a massa das partículas constitutivas. Esta dependência em variáveis microscópicas é o ponto central da mecânica estatística. Com um modelo dos componentes microscópicos de um sistema, pode-se calcular as energias do microestado, e assim a função de partição, que permitirá então que calcule-se todas as propriedades termodinâmicas restantes do sistema.
A função de partição pode ser relacionada as propriedades termodinâmicas porque ela tem um significado estatístico muito importante. A probabilidade Pj que o sistema ocupa no microestado j é
{\displaystyle P_{j}={\frac {1}{Z}}e^{-\beta E_{j}}.}
Este é o conhecido fator de Boltzmann. (Para uma detalhada derivação deste resultado, ver coletividade canônica.) A função de partição então faz o papel de uma constante de normalização (note que não depende de j), assegurando-se de que as probabilidades acima adicionem-se:
{\displaystyle \sum _{j}P_{j}={\frac {1}{Z}}\sum _{j}e^{-\beta E_{j}}={\frac {1}{Z}}Z=1.}
Esta é a razão para chamar-se Z a "função de partição": que equaciona como as probabilidades são divididas entre os diferentes microestados, baseado em suas energias individuais. A letra Z estabeleceu-se pela palavra em alemão Zustandssumme, "soma sobre estados".

### Cálculo da energia total termodinâmica
De maneira a demonstrar a utilidade da função de partição, calcula-se o valor termodinâmico da energia total. Isto é simplesmente o valor esperado, ou conjunto médio para a energia, a qual é a soma das energias de microestados ponderados por suas probabilidades:
{\displaystyle \langle E\rangle =\sum _{j}E_{j}P_{j}={\frac {1}{Z}}\sum _{j}E_{j}e^{-\beta E_{j}}=-{\frac {1}{Z}}{\frac {\partial }{\partial \beta }}Z(\beta ,E_{1},E_{2},\cdots )=-{\frac {\partial \ln Z}{\partial \beta }}}
ou, equivalentemente,
{\displaystyle \langle E\rangle =k_{B}T^{2}{\frac {\partial \ln Z}{\partial T}}.}
Incidentalmente, deve-se notar que se as energias dos microestados dependem de um parâmetro λ na forma
{\displaystyle E_{j}=E_{j}^{(0)}+\lambda A_{j}\qquad {\mbox{para todo}}\;j}
então o valor esperado de A é
{\displaystyle \langle A\rangle =\sum _{j}A_{j}P_{j}=-{\frac {1}{\beta }}{\frac {\partial }{\partial \lambda }}\ln Z(\beta ,\lambda ).}
Isto fornece uma orientação de para o cálculo de valores esperados de muitas quantidades microscópicas. Adiciona-se a grandeza artificialmente às energias dos microestados (ou, na linguagem da mecânica quântica, ao Hamiltoniano), calcula-se a função de partição nova e o valor esperado, e ajustamos então λ para zerar a expressão final. Isto é análogo ao método de campo fonte usado na integração funcional de trajeto de teoria quântica de campos.

### Relação com as variáveis termodinâmicas
A função de partição apresenta relações com vários parâmetros termodinâmicos do sistema. Estes resultados podem ser deduzidos usando o método da seção anterior e várias relações termodinâmicas.
Como visto, a energia termodinâmica é
{\displaystyle \langle E\rangle =-{\frac {\partial \ln Z}{\partial \beta }}.}
A variância na energia (ou "flutuação de energia") é
{\displaystyle \langle (\delta E)^{2}\rangle \equiv \langle (E-\langle E\rangle )^{2}\rangle ={\frac {\partial ^{2}\ln Z}{\partial \beta ^{2}}}.}
A capacidade calorífica é
{\displaystyle C_{v}={\frac {\partial \langle E\rangle }{\partial T}}={\frac {1}{k_{B}T^{2}}}\langle \delta E^{2}\rangle .}
A entropia é
{\displaystyle S\equiv -k_{B}\sum _{j}P_{j}\ln P_{j}=k_{B}(\ln Z+\beta \langle E\rangle )={\frac {\partial }{\partial T}}(k_{B}T\ln Z)=-{\frac {\partial A}{\partial T}}}
Nessa expressão A é a energia livre de Helmholtz definida como A = U - TS, onde U=<E> é a energia total e S é entropia, então
{\displaystyle A=\langle E\rangle -TS=-k_{B}T\ln Z.}